# République des conseils de Wurtzbourg
 (mai 2025).
7 – 9 avril 1919
2 jours
Entités précédentes :
- République de Weimar

Entités suivantes :
- République de Weimar

La république des conseils de Wurtzbourg (en allemand Würzburger Räterepublik) est le gouvernement insurrectionnel éphémère qui s'est mis en place pendant trois jours d'avril 1919 à Wurtzbourg, d'inspiration communiste de conseils.

## Contexte
Le 3 novembre 1918, au tout début de la révolution allemande de 1918-1919, Fritz Endres, membre du SPD du Landtag de Wurtzbourg et plus tard ministre de Bavière, appelle à l'instauration de la république. Cette revendication est satisfaite, après le renversement de la monarchie à Munich dans la nuit du 8 novembre, à Wurtzbourg le 9 novembre 1918, lorsque l'annexion à la république sociale de Bavière est annoncée devant des milliers de personnes sur la Residenzplatz. Par la suite, un conseil d'ouvriers et de soldats est formé dans le jardin Hutten, il est principalement soutenu par des représentants du SPD. Le magistrat de Würzburg et le gouvernement de la Basse-Franconie et d'Aschaffenbourg se plient aux nouvelles conditions. Lorsque la situation économique à Wurtzbourg se détériore au début de 1919, les partisans de la gauche radicale gagnent en influence. La tentative du conseil des soldats de Wurtzbourg du 2e corps d'armée royal bavarois de proclamer la République soviétique peu après le meurtre de Kurt Eisner échoue en raison d'une mauvaise préparation et du manque de soutien du reste de la garnison.

## La République des conseils
Afin de se préparer à l'établissement de la république des conseils conformément aux efforts correspondants de Munich, les membres de l'USPD et du KPD fondent le 26 mars 1919 le Comité d'action révolutionnaire composé de douze membres. Dans la nuit du 6 au 7 avril, la commission réunie à la Résidence décide d'imposer un état de siège, une censure de la presse et une grève générale. Au petit matin du 7 avril 1919, Anton Waibel appelle à la grève. Le Conseil central de la république des conseils de Bavière l'avait envoyé de Munich à Wurtzbourg pour la propagande ; rien ne saurait se faire sans son consentement. A 16 h, le communiste Schreiner proclame devant la collégiale de Neumünster la République des conseils installée à la maison Kilian.
La République des conseils n'a guère de soutien de la part des habitants de Wurtzbourg. Tant la bourgeoisie que les sociaux-démocrates majoritaires et les conseils de soldats ainsi que l'administration la rejettent.
Néanmoins, les révolutionnaires tentent de garder la République des conseils. Ils occupent des bâtiments stratégiquement importants et prennent 16 otages dans la nuit du 8 au 9 avril, qu'ils gardent dans la Résidence de Wurtzbourg, sans les maltraiter. Parmi eux, il y a Felix Freudenberger, le maire-adjoint Bernhard Brand et les trois étudiants de corporations Hans Löffler, Christian Meisner et Julius Binder. La « contre-révolution », pour sa part, comprend deux membres du Comité d'action révolutionnaire. Le 9 avril, un « front uni » composé du SPD, du Parti populaire bavarois, de monarchistes et de membres du magistrat appelle à une « grève des citoyens ». Les habitants se joignent à cette grève en signe de protestation. Le 2e régiment d'artillerie utilise la force contre les partisans républicains. Après une bataille de deux heures autour de la résidence et la gare centrale, au cours de laquelle deux douzaines de personnes sont tuées, la république des conseils de Würzburg est abrogée. La forteresse de Marienberg est également entre les mains des opposants. La principale raison de leur victoire rapide et acclamée est probablement la confusion totale dans la Résidence. Sous la pression d'un contingent de volontaires de Wurtzbourg, les partisans de la République des conseils à Aschaffenbourg, Schweinfurt et Lohr am Main capitulent dans les 12 heures.
Le Volksgericht de Wurtzbourg condamne les dirigeants en juin 1919 à une longue peine d'emprisonnement. Anton Waibel est condamné à 15 ans. Après un an et demi, il réussit à s'échapper et s'exiler.